# Орден князя Костянтина Острозького
О́рден кня́зя Костянтина Острозького вручає Академія соціального управління за визначний вклад у соціальну політику держави.

## Історія нагороди
Впроваджена з ініціативи Богдана Андрушківа.

### Кавалери ордена— громадяни України
| Нагороджений        | I ступеня | II ступеня | III ступеня |
| Степан Гіга         | 2002      |            |             |
| Ярослав Козак       | 2002      |            |             |
| Петро Мазур         | 2000      |            |             |
| Іван Максимів       | 2009      |            |             |
| Михайло Ониськів    | 2014      |            |             |
| Іван Палцан         | 2000      |            |             |
| Віктор Уніят        | 2014      |            |             |
| Богдан Хаварівський | 2014      |            |             |
| Володимир Шкробот   | 2001      |            |             |

## Джерело
- Тернопільський енциклопедичний словник : у 4 т. / редкол.: Г. Яворський та ін. — Тернопіль : Видавничо-поліграфічний комбінат «Збруч»,